# Venus (タッキー&翼の曲)
『Venus』（ヴィーナス）は、タッキー&翼の6枚目のシングル。2006年1月18日にavex traxから発売された。

## 概要
オリジナル携帯ストラップ付きの初回盤、通常盤、振り付けを収録したDVD付きの3種類で発売。表題曲の「Venus」は、日本語、韓国語、北京語、タイ語のアジア4カ国語のバージョンで収録。1枚のCDに4言語バージョンを収録するのは日本音楽界および世界でも初の試みとなり、アジア6都市（日本・ソウル・上海・香港・台北・バンコク）で同時発売された。
リリース情報は2005年12月25日の滝沢秀明初の単独全国ツアー・横浜アリーナ公演でファンに発表され、昼公演には今井翼が飛び入り参加し、2人で「Venus」を初披露した。
2006年1月17日にはお台場のショッピングモール・ヴィーナスフォートで発売記念イベントが行われ、2人は白いスーツ姿で登場。抽選により13人のファンがステージに上げられ、2人からフリの指導を受けた後、バックダンサーを務めた。
2006年1月30日付オリコンウィークリーシングルランキングで初登場1位を獲得。2018年9月17日時点での推定累積売上枚数は30万1000枚となり、グループとしての自己最高売り上げを記録している。
出荷50万枚を記念して「Venusユーロバージョン」が制作されたが、これがパラパラファンの間で人気となった。そのため、2006年4月13日にはヴェルファーレのステージで2人が飛び入り参加し、ライブを行った。

## 収録曲

### 永続盤（通常盤）
1. Venus
作詞・作曲：羽場仁志、編曲：CHOKKAKU
  - ケータイ音楽配信サイト「ミュゥモ」TVCFソング[5]
2. 君の名を呼びたい / 滝沢秀明
作詞：小幡英之・酒井ミキオ、作曲・編曲：酒井ミキオ
  - TBS系全国ネット『ズバリ言うわよ!』エンディングテーマ[5]
3. Never Ever / 今井翼
作詞：小林和子、作曲：矢崎俊輔、編曲：前嶋康明
  - テレビ東京系全国6局ネット『capeta』オープニングテーマ[5]
4. Venus〜Korean version〜
5. Venus〜Chinese version〜
6. Venus〜Thai version〜
7. Venus〜karaoke〜
8. 仮面〜'06 Remix(Bonus Track)

### CD+DVD盤
CD
1. Venus
2. 君の名を呼びたい / 滝沢秀明
3. Never Ever / 今井翼
4. Venus〜Korean version〜
5. Venus〜Chinese version〜
6. Venus〜Thai version〜
7. Venus〜karaoke〜

DVD
1. Venus 振り付けマニュアル
2. Venus (Multi Angle)
3. 【Bonus Contents 〜in other languages〜】Venus / Korean Version (Multi Angle)
4. 【Bonus Contents 〜in other languages〜】Venus / Chinese Version (Multi Angle)
5. 【Bonus Contents 〜in other languages〜】Venus / Thai Version (Multi Angle)

### 初回盤（CD+携帯ストラップ）
1. Venus
2. 君の名を呼びたい / 滝沢秀明
3. Never Ever / 今井翼
4. Venus〜Korean version〜
5. Venus〜Chinese version〜
6. Venus〜Thai version〜
7. Venus〜karaoke〜

## 収録アルバム
Venus
- Two You Four You - シングルバージョンと別にユーロビートバージョンを収録。
- タキツバベスト
- Thanks Two you

Never Ever
- Thanks Two you

## 収録映像作品
Venus
- Hideaki Takizawa 2005 concert 〜ありがとう2005年さようなら〜 - 滝沢ソロ
- タキツバCLIPS（PV映像）
- Tackey & Tsubasa Premium Live DVD -5th Anniversary Special Package-
- ☆Dance and Rock★ TSUBASA IMAI Tour'09 - 今井ソロ
- CONCERT TOUR 2010 滝翼祭
- LIVE TOUR 2011 OUR FUTURE
- TSUBASA IMAI LHTOUR 2011 Dance&Rock Third Floor〜DiVelN to SExaLiVe - 今井ソロ
- Youは何しに？タッキー＆翼CONCERT そこにタキツバが私を待っている 正月は東京・大阪へ

君の名を呼びたい
- Hideaki Takizawa 2005 concert 〜ありがとう2005年さようなら〜

Never Ever
- Tsubasa Imai 1st tour 23 to 24
- TSUBASA IMAI LHTOUR 2011 Dance&Rock Third Floor〜DiVelN to SExaLiVe